# Oberleitungsbus Bloemfontein

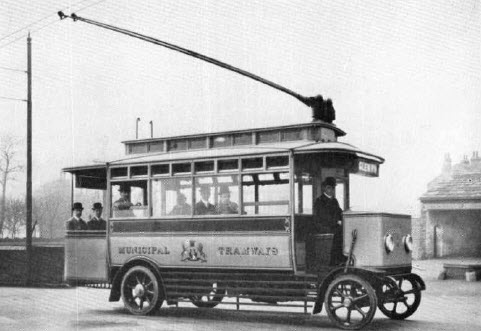
Wagen des Oberleitungsbus Bloemfontein

Der Oberleitungsbus Bloemfontein war das Oberleitungsbus-System der Stadt Bloemfontein in Südafrika, das von 1915 bis 1937 bestand. Zuständiges Verkehrsunternehmen war das Bloemfontein Municipal Tramways Department.

## Geschichte

### Vorgeschichte
1912 wurde eine öffentliche Versammlung der Steuerzahler einberufen, um über den Bau eines Oberleitungsbus-Systems zu beraten. Gegenstand der Versammlung war eine vom Stadtrat ersuchte Bewilligung zur Ausgabe einer Anleihe über 80.000 Pfund Sterling, welche die Kosten des zwölf Meilen langen Systems gedeckt hätten. Zuerst sollten nur 31.000 Pfund Sterling aufgenommen werden, die für den Bau einer vier Meilen langen Strecke nach Tempe benutzt worden wären. Der Rest der Anleihe sollte erst gezeichnet werden, wenn der Stadtrat beschlossen hätte, die übrigen Strecken zu bauen. Weil bei diesem Vorgehen der größere Teil der Stadt nicht vom Oberleitungsbus hätte profitieren können, ergriff der Bürgermeister das Wort und plädierte für den Bau des gesamten Systems von Beginn an. Nach heftigen Diskussionen beschloss die Versammlung mit 131 zu 18 Stimmen den Bau des gesamten Systems.

### Betriebsaufnahme
Das Oberleitungsbussystem wurde am 16. Dezember 1915 eröffnet, der reguläre Betrieb im Januar 1916 aufgenommen. Anfänglich verkehrten neun Wagen, nach anderen Angaben zehn Wagen, von Railless Electric Traction Company, die 1922 und 1928 um je drei weitere Wagen ergänzt wurden.

## Fahrzeuge
Die erste Lieferung waren einstöckige Zweiachser mit 28 Sitzplätzen, bei denen auf Grund der schlechten Straßen bald Risse in der Struktur auftraten.
Die zweite Lieferung umfasst drei Wagen mit jeweils 29 Sitzplätzen. Das Fahrgestell wurde von Shorts Brothers im Auftrag Railless Ltd. gebaut. Die Fahrzeuge verfügten über zwei 20-PS-Fahrmotoren, welche die Hinterachse über Kardanwellen antrieben. Der Aufbau mit Laternendach kam von Charles H. Roe und bestand aus einem gegen Termitenfrass beständigen Teakholz-Gerippe, das mit Sperrholz beplankt war. Bevor die Wagen nach Südafrika ausgeliefert wurden, absolvierten sie eine Probefahrt in Leeds.
Die dritte Lieferung umfasste drei Wagen mit 35 Sitzplätzen von Ransomes, Sims & Jefferies aus Ipswich, deren Aufbau mit Nitrolack gestrichen war.
| Baujahre | Hersteller Fahrwerk                          | Hersteller Aufbau          | Anzahl    |
| -------- | -------------------------------------------- | -------------------------- | --------- |
| 1915     | RET Construction Co.                         | RET Construction Co.       | 9 oder 10 |
| 1922     | Shorts Brothers im Auftrag von Railless Ltd. | Charles H. Roe             | 3         |
| 1928     |                                              | Ransomes, Sims & Jefferies | 3         |